# Charolais (Käse)

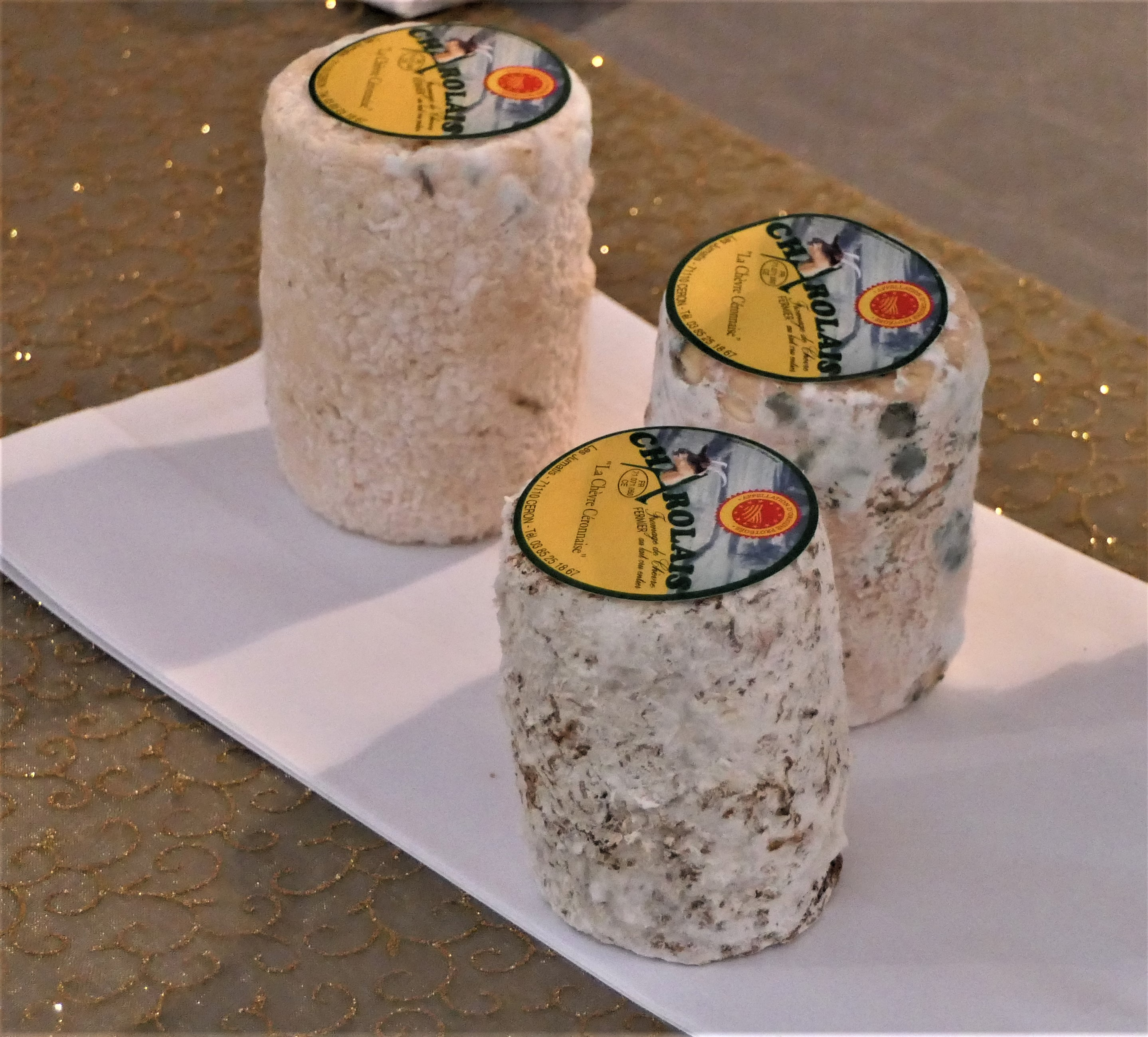
Drei Charolais-Laibe

Der Charolais ist ein Ziegenkäse aus der Region der alten Grafschaft Charolais im französischen Burgund.

## Herstellung
Charolais wird aus roher Ziegenvollmilch von Alpine- und Saanenziegen hergestellt, früher wurde manchmal Kuhmilch beigemischt. Die Ziegen stehen mindestens 120 Tage im Jahr auf der Weide und werden mit Heu und Grünfutter aus der Region zugefüttert. Zur Dicklegung der Milch wird ein wenig Lab sowie Milchsäurebakterien aus der Molke vorheriger Chargen zugesetzt. Anschließend wird die Dickete in zylindrische Formen gefüllt, die dem Käse seine leicht bauchige Form geben. Die Laibe werden gesalzen und während der mindestens 16-tägigen Reifung in kühler und dunkler Umgebung von Hand gedreht.

## Beschreibung
Die zylindrischen Käselaibe wiegen 250–310 g, sind 7–8,5 cm hoch und in der Mitte 6–7 cm im Durchmesser. Die flaumige, leicht runzlige Rinde ist hauptsächlich mit Edelschimmel der Gattung Geotrichum besiedelt und kann kleine Flecken von Penicillium enthalten. Die Rinde junger Laibe ist beige-elfenbeinfarben und kann durch Penicilliumkulturen bläulich werden. Der Teig ist fest und cremefarben, die Konsistenz weich, fein und glatt. Das intensive Aroma erinnert etwa an Gras und Heu, Pilze, Haselnuss und Butter.

## Geschichte
Seit dem späten 19. Jahrhundert ist die Ziegenhaltung und die Herstellung von Ziegenkäse in der Region weit verbreitet. Die Produktion des Charolais war anfangs eng mit der Zucht der regionalen Rinderrasse Charolais verbunden. Ziegen grasten gemeinsam mit den Rindern auf der Weide; Haltung der Ziegen und Käseherstellung war Frauensache. Ab den 1960er Jahren begannen Bauern, ausschließlich Ziegen zu halten und spezialisierten sich auf die Käseherstellung ohne Kuhmilchzusatz. In den 1970er Jahren wurde der Käse von Affineuren auf Pariser Märkte gebracht und damit von einem nur regional bekanntem Produkt zu einer landesweit verfügbaren Spezialität. 2010 erhielt der Charolais das Schutzsiegel Appellation d’Origine Contrôlée und ist seit 2014 in der gesamten Europäischen Union geschützt. Das Herkunftsgebiet umfasst Gemeinden in den Departements Allier, Loire, Rhône und Saône-et-Loire.